# Hypochalcia dignella
Hypochalcia dignella är en fjärilsart som beskrevs av Jacob Hübner 1796. Hypochalcia dignella ingår i släktet Hypochalcia och familjen mott. Inga underarter finns listade i Catalogue of Life.